# 柳湾乡
柳湾乡，是中华人民共和国四川省巴中市南江县曾经下辖的一个乡。2019年12月，撤销柳湾乡，原柳湾乡新立社区、新立村、九岭村、郎坪村、红珠村所属行政区域划归贵民镇管辖，原柳湾乡柳湾社区、长河社区、长河村、黄土村、麻柳村、竹坝村、田坪村所属行政区域划归桥亭镇管辖。

## 行政区划
柳湾乡撤销前下辖以下地区：
柳湾社区、长滩河社区、新立社区、麻柳村、黄土村、长河村、田坪村、竹坝村、新立村、九岭村、郎坪村和红珠村。